# Campeonato Europeo de Patinaje Artístico sobre Hielo de 1927
El XXV Campeonato Europeo de Patinaje Artístico sobre Hielo se realizó en Viena (Austria) en enero de 1927. Fue organizado por la Unión Internacional de Patinaje sobre Hielo (ISU) y la Federación Austríaca de Patinaje Artístico sobre Hielo.

## Resultados
| Puesto | Nombre       | País    | Puntos |
| ------ | ------------ | ------- | ------ |
| Oro    | Willy Böckl  | Austria |        |
| Plata  | Hugo Distler | Austria |        |
| Bronce | Karl Schäfer | Austria |        |

## Medallero
| Núm. | País    | Oro | Plata | Bronce | Total |
| ---- | ------- | --- | ----- | ------ | ----- |
| 1    | Austria | 1   | 1     | 1      | 3     |
|      | TOTAL   | 1   | 1     | 1      | 3     |